# Улендинська сільська адміністрація
Уленди́нська сільська адміністрація (каз. Өлеңді ауылдық әкімдігі, рос. Улендинская сельская администрация) — адміністративна одиниця у складі Наурзумського району Костанайської області Казахстану. Адміністративний центр та єдиний населений пункт — село Уленди.
Населення — 638 осіб (2021; 766 у 2009, 1587 у 1999, 2181 у 1989).
Станом на 1989 рік існувала Улендинська сільська рада (села Уленди, Шолаккопа, селища Каракудук, Урожайний). Села Каракудук, Урожайне та Шолаккопа були ліквідовані 2008 року, Улендинський сільський округ перетворено в сільську адміністрацію.

## Склад
До складу адміністрації входять такі населені пункти:
| Населений пункт  | Старі назви | Населення, осіб (1989) | Населення, осіб (1999) | Населення, осіб (2009) | Населення, осіб (2021) |
| ---------------- | ----------- | ---------------------- | ---------------------- | ---------------------- | ---------------------- |
| Каракудук, село  | -           | 207                    | 125                    | -                      | -                      |
| Уленди, село     | -           | 1433                   | 1083                   | 757                    | 637                    |
| --Урожайне, село | Урожайний   | 221                    | 230                    | 9                      | 1                      |
| Шолаккопа, село  | -           | 320                    | 149                    | -                      | -                      |